# Long Beach Dub Allstars

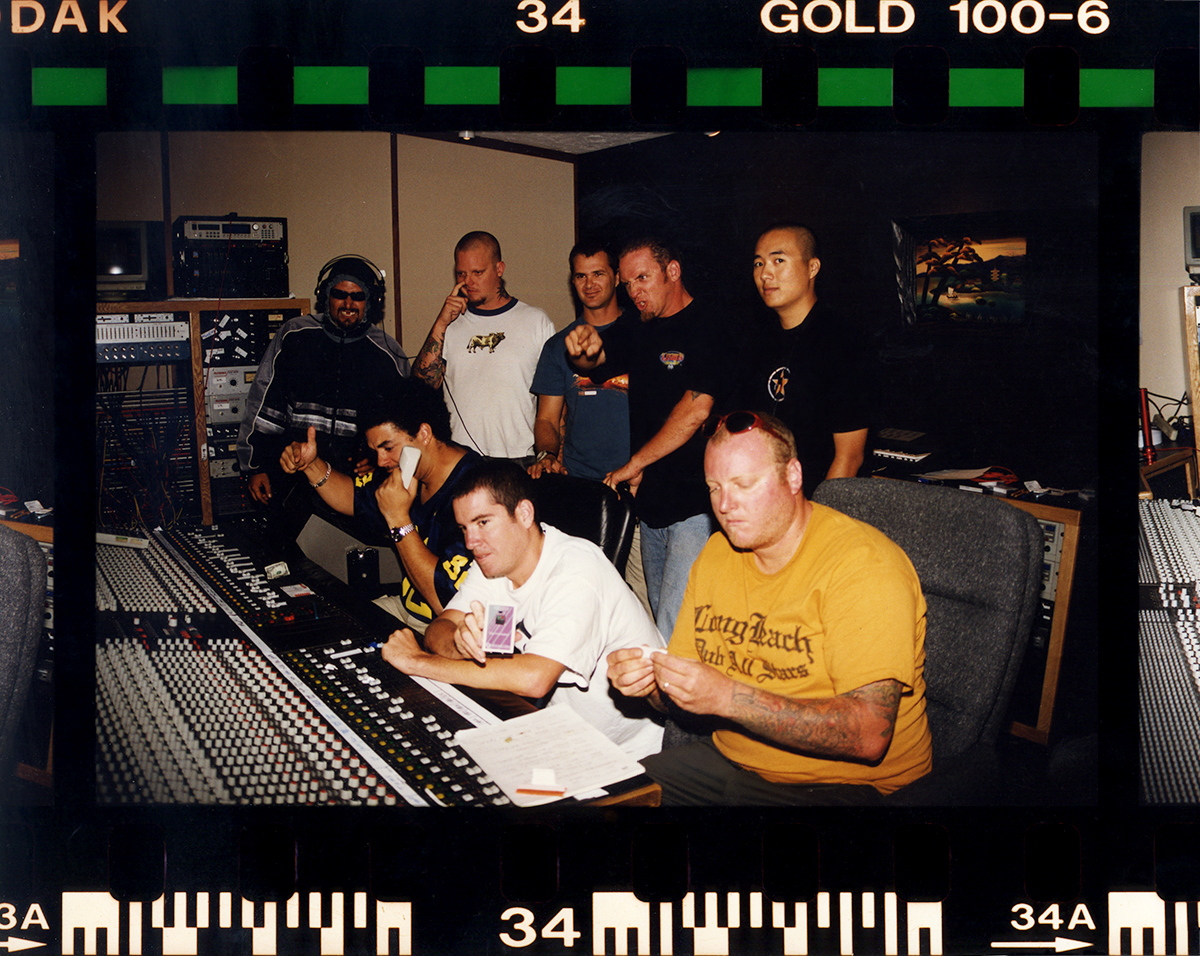
le groupe en studio

Long Beach Dub Allstars est un groupe américain originaire de Long Beach, en Californie.

## Présentation
Il est constitué d'anciens membres du groupe Sublime, qui s'est séparé quand le chanteur Brad Nowell est mort en 1996 d'une overdose d'héroïne. Le groupe joue un mélange de reggae, hip-hop, ska, dub et de punk rock.

## Membres
- Opie Ortiz : chant
- RAS1 : chant, guitare
- Jack Maness : claviers, orgue, chant
- Tim Wu : flûte, saxophone
- Eric Wilson : basse
- Bud Gaugh : batterie
- Marshall Goodman : batterie, percussions, scratching

## Discographie
- Long Beach Dub Allstars and Friends
- Right Back, 1999
- Wonders of the World, 2001

## Suite de l'aventure
Après deux albums, le groupe s'est scindé en deux formations : Dubcat et Long Beach Shortbus.